# Milenko Ačimovič
Milenko Ačimovič (Ljubljana, 1977. február 15. –), szlovén válogatott labdarúgó.
A szlovén válogatott tagjaként részt vett a 2000-es Európa-bajnokságon és a 2002-es világbajnokságon.

## Sikerei, díjai
Crvena zvezda
- Jugoszláv bajnok (2): 1999–2000, 2000–01
- Szlovén kupagyőztes (3): 1998–99, 1999–2000, 2001–02

el-Áttihád
- Szaúd-arábiai bajnok (1): 2007